# Amaurys Pérez
Pour les articles homonymes, voir Amaury Pérez.
Amaurys Pérez (né le 18 mars 1976 à Camagüey) est un joueur de water-polo cubain naturalisé italien, champion du monde en 2011. Son club est le Circolo Nautico Posillipo.